# Joanne Samuel
Joanne Samuel (* 5. August 1957 in Camperdown, New South Wales) ist eine australische Schauspielerin.

## Leben
Joanne Samuel erschien erstmals 1973 im Fernsehen, in diesem Jahr bekam sie Gastrollen in den Serien Matlock Police und Certain Women.
1979 bekam sie durch einen Zufall die Hauptrolle in dem Film Mad Max mit Mel Gibson. Die Schauspielerin, die zunächst die Rolle der Jessie Rockatansky spielen sollte, hatte kurz vor Beginn der Dreharbeiten einen Autounfall und wurde dann kurzfristig durch Joanne Samuel ersetzt.
In den 1980er Jahren hatte Samuel Gastrollen in fast allen wichtigen australischen Seifenopern, so zum Beispiel bei Ratbags oder in der erfolgreichen Sitcom Hey Dad!.

## Filmographie (Auswahl)
- 1973: Matlock Police (Fernsehserie, 2 Folgen)
- 1974: Homicide (Fernsehserie, eine Folge)
- 1975: Shannon’s Mob (Fernsehserie, eine Folge)
- 1975–1976: Certain Women (Fernsehserie, 29 Folgen)
- 1976–1979: The Young Doctors (Fernsehserie, 18 Folgen)
- 1979: Mad Max
- 1979–1980: Pacific International Airport (Skyways, Fernsehserie, 136 Folgen)
- 1981: Ratbags (Fernsehserie, 12 Folgen)
- 1982: Frost – Der Frauenmörder (Early Frost)
- 1984: Queen of the Road (Fernsehfilm)
- 1985: The Long Way Home (Fernsehfilm)
- 1986: Five Times Dizzy (Fernsehserie, 12 Folgen)
- 1986: Hey Dad! (Fernsehserie, 7 Folgen)
- 1987: Tanz der Schatten (Watch the Shadows Dance, Fernsehfilm)
- 1987: Heißer Sand und kalte Füße (Gallagher’s Travels)
- 1988: Spook
- 1997: Wally und die wilden Wiggles (The Wiggels Movie)
- 1997: Fallen Angels (Fernsehserie, eine Folge)
- 2001: All Saints (Fernsehserie, eine Folge)